# Emil Vetter
Emil Vetter (* 2. Dezember 1878 in Voitsdorf, Nordböhmen; † 15. März 1963 in Wien) war ein österreichischer Sprachwissenschaftler.

## Leben und Werk
Emil Vetter besuchte das Staatsgymnasium zu Böhmisch Leipa und studierte nach der Reifeprüfung 1897 Klassische Philologie, Epigraphik und Vergleichende Sprachwissenschaft an der Universität Wien, wo ihn besonders der Epigraphiker Eugen Bormann und der Sprachwissenschaftler Paul Kretschmer beeinflussten. Vetter schloss das Studium mit dem Staatsexamen, nicht aber mit der Promotion ab.
Nach dem Studium unterrichtete Vetter von 1902 bis 1936 an verschiedenen österreichischen (vor allem Wiener) Gymnasien. Im Ersten Weltkrieg diente er von 1915 bis 1918. Ab 1923 war er Direktor des Piaristengymnasiums in Wien. Anlässlich seiner Pensionierung 1936 wurde er zum Hofrat ernannt.
Neben dem Schuldienst setzte Vetter seine wissenschaftlichen Studien fort. Ein Reisestipendium ermöglichte ihm 1907/08 eine Bildungs- und Forschungsreise nach Italien, Griechenland und Kleinasien. Vom 18. November 1910 bis zum 31. August 1912 arbeitete er am Thesaurus Linguae Latinae in München. Sein Forschungsschwerpunkt waren die italischen Dialekte und Sprachen. Er verfasste Aufsätze und Lexikonartikel für die Realencyclopädie der classischen Altertumswissenschaft, unter anderem über die Ligurer, die Messapische Sprache und die Osker. Besondere Verdienste erwarb sich Vetter bei der Entschlüsselung der Etruskischen Sprache. Im Alter empfing er für seine Arbeit hohe Ehrungen: 1952 wählte ihn die Österreichische Akademie der Wissenschaften zum korrespondierenden Mitglied, 1955 erhielt er die philologische Ehrendoktorwürde der Universität Wien. Vetter wurde am Gersthofer Friedhof bestattet.

## Schriften (Auswahl)
- Kleine Beiträge zur lateinischen Wortforschung. Wien 1903. In: Neunundzwanzigster Jahresbericht des K. K. Staatsgymnasiums im XVII. Bezirke von Wien (Hernals). Jahrgang 1903, S. 3–13 Digitalisat
- Etruskische Wortdeutungen. Heft 1: Die Agramer Mumienbinde. Wien 1937
- Handbuch der italischen Dialekte. Band 1: Texte mit Erklärung, Glossen, Wörterverzeichnis. Heidelberg 1953
- Zur Lesung der Agramer Mumienbinden. In: Anzeiger der Österreichischen Akademie der Wissenschaften, Philosophisch-Historische Klasse. Jahrgang 1955, S. 253–269
- Die vorrömischen Felsinschriften von Steinberg in Nordtirol. In: Anzeiger der Österreichischen Akademie der Wissenschaften, Philosophisch-Historische Klasse. Jahrgang 1957, S. 385–398
- Zu den lydischen Inschriften. Wien 1959 (Sitzungsberichte der Österreichischen Akademie der Wissenschaften, Philosophisch-Historische Klasse 232, 3)

Herausgeberschaft
- Erwin Korkisch: Lateinisches Lesebuch für die mittleren Klassen der Gymnasien und verwandter Lehranstalten. Zweite Auflage, Wien 1924
- Plautus: Aulularia. Herausgegeben und mit erklärenden Anmerkungen versehen von Karl Kunst. Zweite Auflage, durchgesehen vom Verfasser, herausgegeben von Emil Vetter. Wien 1927